# 이월 (영화)
"이월"은 2019년에 개봉한 대한민국의 영화이다.

## 캐스팅
- 조민경 : 민경 역
- 이주원 : 진규 역
- 김성령 : 여진 역
- 박시완 : 성훈 역
- 박영빈 : 영빈 역
- 손성찬 : 약사 역
- 이랑서 : 원피스 여자 역